# ISO 45001

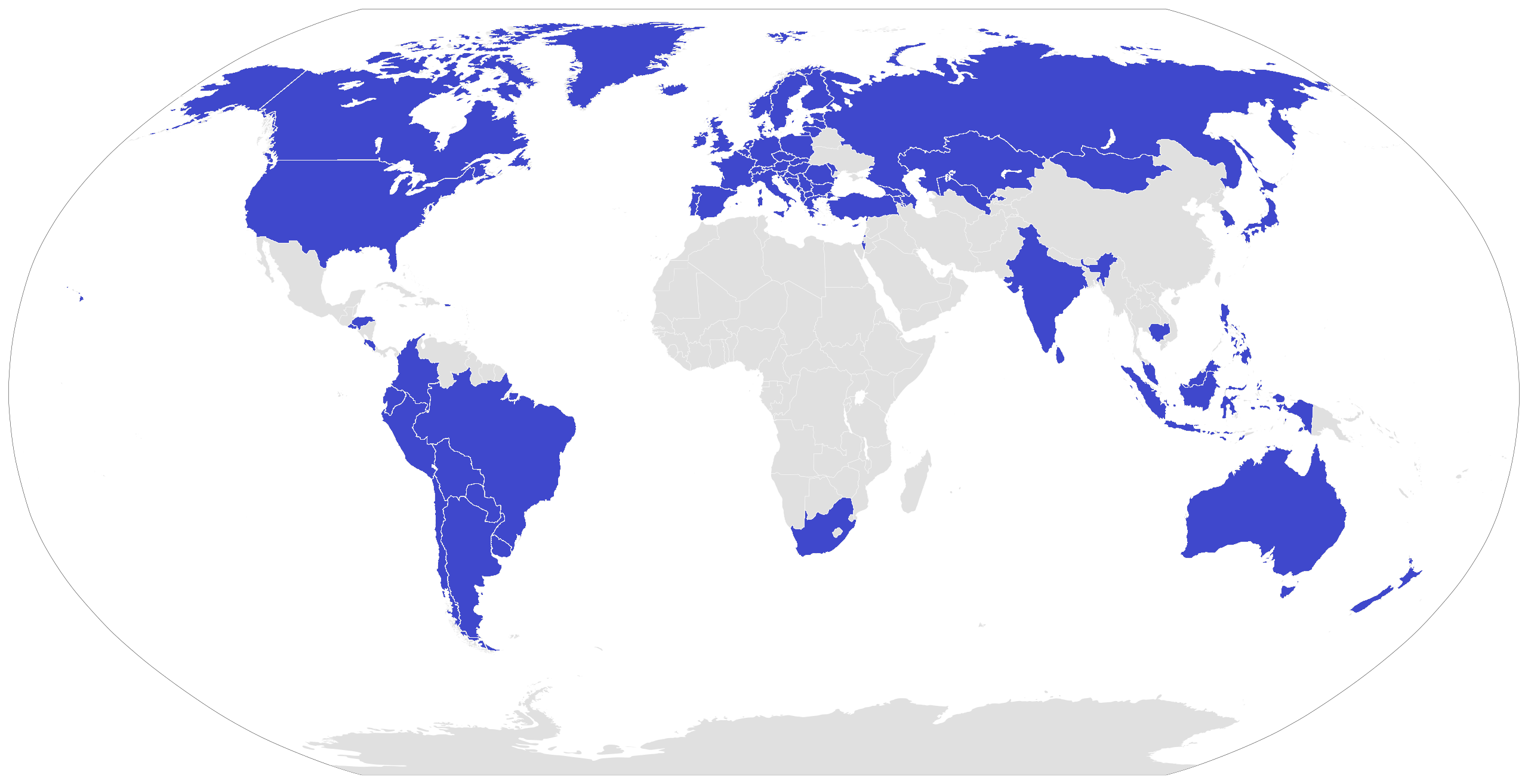

La norma ISO 45001 "Occupational health and safety management systems – Requirements with guidance for use" (in italiano "Sistemi di gestione per la salute e sicurezza sul lavoro – Requisiti e guida per l'uso") è una norma internazionale che specifica i requisiti e indicazioni di utilizzo per sistemi di gestione della salute e sicurezza sul lavoro (in inglese OHS, in italiano SSL), che consentono di rendere i posti di lavoro sicuri e salubri, prevenire infortuni sul lavoro e problemi di salute, migliorare SSL in modo proattivo.
È applicabile a qualsiasi organizzazione, indipendentemente dalle dimensioni, tipo e attività, che desideri attivare, implementare e mantenere un sistema di gestione per monitorare la salute e la sicurezza, eliminare o ridurre i rischi (comprese le carenze del sistema), sfruttare le opportunità di SSL. Aiuta a raggiungere i risultati attesi dal detto sistema di gestione. 
Coerentemente con la politica aziendale in materia, questi risultati comprendono:
- a) miglioramento continuo delle prestazioni relative alla SSL;
- b) soddisfacimento dei requisiti legali e di altri requisiti;
- c) raggiungimento degli obiettivi della SSL.

ISO 45001 tiene conto dei rischi specifici dell'azienda e di altri fattori, come il contesto in cui opera, i bisogni e le aspettative dei lavoratori e delle altre parti interessate. In quest' ottica la conformità alla norma ISO 45001 si traduce nella valutazione e verifica delle conformità alle normative di salute e sicurezza applicabili, che devono essere comprese quindi nell'analisi del contesto e disponibili ai lavoratori come informazioni documentate di origine esterna. Il rispetto della normativa cogente come per esempio quella nazionale, internazionale, di settore, specifica, etc.. è dato quindi per assodato e infrangere le norme di sicurezza, causa anche un'infrazione automatica alla norma ISO. La ISO 45001 dunque va intesa come normativa ancora più stringente delle specifiche e non norme di salute e sicurezza, in quanto al suo interno ricomprende il rispetto di quest'ultime, aggiungendo inoltre i requisiti propri, di sistema, di raggiungimento degli obiettivi e di rispetto delle procedure/regole di salute e sicurezza che le organizzazioni stesse si auto-impongono. La norma, dunque, non ammette esclusioni, ne di attività ne di sito, tranne che per specifiche casistiche dove l'assenza di applicazione è documenta, monitorata e giustificata (solitamente dal fatto che nessun lavoratore è coinvolto mai in queste esclusioni). 

## Cronologia
| Anno | Descrizione                                 |
| ---- | ------------------------------------------- |
| 2018 | ISO 45001 (1ª Edizione)                     |
| 2024 | Adm:1-ISO 45001 (1ª Edizione)Climate change |

## Storia
La ISO 45001 è stata sviluppata dall'ISO/TC 283 Occupational health and safety management systems e pubblicata per la prima volta il 12 marzo 2018. Lo stesso giorno è uscita l'edizione italiana della norma, curata dal GL55 della Commissione Sicurezza UNI/CT 042 e denominata in italiano UNI ISO 45001:2018. La UE ha recepito lo standard internazionale. Ora il riferimento (per l'Italia) è UNI EN ISO 45001:2023.
L'ISO/TC 283 è stato costituito nel 2013.

## Superamento OHSAS 18001
La pubblicazione di una norma ISO sui sistemi di gestione di sicurezza e salute sul posto di lavoro permette di superare la norma inglese OHSAS 18001 diventando uno standard internazionale ISO, ovvero approvato ed accettato da tutta la comunità dei Paesi membri ISO. Dall'uscita della ISO 45001 le organizzazioni con SGSL certificato hanno avuto 3 anni di tempo (cioè fino a settembre 2021) per effettuare la transizione allo standard internazionale.

## Principali requisiti della norma
La ISO 45001 adotta lo schema "ISO High Structure Level (HSL)" articolato in seguenti 10 capitoli:
- 1. Scopo
- 2. Norme di riferimento
- 3. Termini e definizioni
- 4. Contesto dell'organizzazione
- 5. Leadership e partecipazione dei lavoratori
- 6. Pianificazione
- 7. Supporto
- 8. Attività operative
- 9. Valutazione delle prestazioni
- 10. Miglioramento

## Certificazione
Lo standard ISO 45001 è certificabile da un organismo di certificazione accreditato che opera nel rispetto di determinate regole, attestazioni di conformità ai requisiti in esso contenuti. 